# Anapesto
L'anapesto (in greco antico: ἀνάπαιστος?) è un piede utilizzato nella poesia greca e latina. Si compone di due sillabe brevi, che formano l'arsi del piede, e di una sillaba lunga, che ne è la tesi, secondo lo schema ∪ ∪ —. Si tratta dunque, secondo la codificazione della metrica classica, di un piede quadrimoraico, di ritmo ascendente, appartenente al génos íson, in quanto la proporzione tra arsi e tesi è di 1:1.

## Origine
L'etimologia del nome è chiara, dal verbo ἀναπαίω, cioè "ribadisco", "ribatto", "ripercuoto", ma la sua interpretazione non è sicura: probabilmente è da intendere nel senso di piede opposto rispetto al dattilo. 
L'origine di questo tipo di versi è da cercare fra i Dori; gli antichi poeti ionici, i giambografi, e gli elegiaci lo ignorano, mentre era in ampio uso nell'area dorica, dove in origine aveva il carattere di metro per i canti di marcia, come gli ἐμβατήρια degli Spartiati.

## Uso
Metro legato alla tradizione dorica, l'anapesto si incontra più facilmente nei generi letterari più influenzati dalla loro cultura. Lo si incontra quindi nella lirica corale, a partire da Alcmane, sicché il tetrametro catalitico o acataletto viene definito nei testi critici anche come "alcmanio"; la tradizione vuole che il poeta lo avesse introdotto; la commedia dorica di Sicilia ne faceva ampio uso. Nel V secolo, fu introdotto anche nella poesia teatrale attica, molto frequente in Aristofane, dove conservò il suo originale carattere di ritmo di marcia: è di norma usato quindi nella parodos e nell'exodos della tragedia, e nella parabasi della commedia, anche se tale metro non compare solo in questo contesto, e può anche essere usato in contesti lirici, per lo più di carattere lamentoso, talvolta intervallati con versi di altro metro.

## Particolarità
Gli anapesti si scandiscono normalmente per sizigia, se il numero di piedi è pari; il fenomeno dell'abbreviamento di una vocale lunga davanti a un'altra vocale (si veda prosodia) esiste, ma è meno frequente che nei cola e versi dattilici. 
L'anapesto può essere sostituito da uno spondeo o più raramente da un proceleusmatico; la sostituzione con un dattilo non è frequente, e limitata quasi esclusivamente alla poesia drammatica;  la sequenza dattilo-anapesto inoltre è generalmente evitata. Nel caso uno di questi piedi sostituisca l'anapesto, il tempo forte cade sempre, in ogni caso, nella seconda parte del piede.

## Metri anapestici

### Monometro anapestico
Come i suoi analoghi di altri metri, il monometro (schema: ∪ ∪—  ∪ ∪—) si incontra saltuariamente nei sistemi anapestici, in particolare come penultimo colon, o in associazione con i docmiaci o con i versi eolico-coriambici. Le sostituzioni spondaiche sono molto frequenti. 
Poiché il dimetro anapestico possiede una forte dieresi centrale, l'identificazione di un monometro nei sistemi lirici è spesso controversa, e muta da un editore all'altro.
Es. di monometro anapestico puro: Ξένος ἐξαυνύσαι (Sofocle, Edipo a Colono, 1562)
Es. di monometro anapestico olospondaico: κἀπισκώπτων
In età romana, alcuni poeti, come Mesomede e Sinesio, hanno composto interi componimenti in monometri anapestici.
Il monometro anapestico ipercatalettico (schema ∪ : ∪ — ∪ ∪—| —) si confonde con il ferecrateo, o, se il primo piede è spondaico, con un reizianum: normalmente si tratta di questi ultimi versi, ma nel contesto di un sistema spondaico, queste sequenze vanno interpretate come anapesti.
Il monometro catalettico è raro (∪ ∪— : — ∧) e coincide formalmente con uno ionico a minore: anche qui, solo il contesto metrico può indicare di che piede si tratta.

### Tripodia anapestica
Questo schema metrico ( ∪ : ∪ — ∪ : ∪ — ∪ : ∪ —) non è molto frequente e non si incontra mai negli anapesti di marcia. Le sostituzioni in genere sono frequenti; nei poeti corali, questo metro può essere congiunto con altri metri eterogenei.
Es. Νυχίαν πλάκα κερσάμενος (Eschilo, Persiani, 952)
Quando compare nella forma (— — ∪ : ∪ — — —) questo metro non è distinguibile dal ferecrateo e si presta quindi a giochi di metaritmia (inversione di ritmo).

### Dimetro anapestico
Il dimetro è il colon anapestico dall'uso più diffuso, e uno tra i più antichi cola lirici noti (si incontra già in Alcmane): i sistemi, in genere, non contengono che dimetri alternati a qualche monometro.
Lo schema è ∪ ∪— ∪ ∪— | ∪ ∪— ∪ ∪— ; di norma, alla fine del primo metro corrisponde anche fine di parola, che non esclude lo iato, anche se non si tratta di una vera e propria dieresi; casi in cui la fine del metro non corrisponde alla fine della parola sono attestati, ma sono rari.
Es. Ἐμέ, Λατοΐδα, τέο δ' ἀρχέχορον (Alcmane, fr. 17 B)
Nei sistemi anapestici di marcia, il proceleusmatico non compare o quasi, mentre il dattilo appare di preferenza compare nei piedi dispari. Le sostituzioni usate però sono numerose, e un dimetro composto solo di anapesti è piuttosto raro.
La sequenza anapesto + dattilo non è comune, ma è attestata negli anapesti di marcia, in particolar modo in Eschilo.

#### Il dimetro anapestico catalettico o paremiaco
Il dimetro anapestico catalettico (schema ∪ ∪— ∪ ∪— ∪ ∪— — ∧) è più noto con il nome di paremiaco (probabilmente da παροιμία, proverbio, in quanto forma metrica spesso adottata dai proverbi).
Es. Πότε Ἄρτεμις οὐκ ἐχόρευσε (proverbio)
Sull'esatta natura di questo verso (anche se si tratti di un vero anapesto o invece di una forma procefala di dattilo) non c'è accordo tra gli studiosi.
In generale, il paremiaco assume le stesse forme del dimetro anapestico acataletto; l'ultima sillaba non ammette soluzione, ma può essere breve; la sostituzione con il proceleusmatico non si verifica che negli anapesti "lirici"; il dattilo è limitato ovunque al primo piede; rispetto al dimetro acataletto, nel paremiaco la "pausa" tra primo e secondo metro spesso non è rispettata. Nei sistemi, il paremiaco riveste la funzione di clausola; può anche essere adoperato katà stíchon negli ἐμβατήρια.

#### Dimetro anapestico ipercatalettico
Questo metro (schema ∪ ∪ — ∪ ∪ —| ∪ ∪ — ∪ ∪ — |—) è rarissimo. Compare in alcuni casi nella poesia drammatica.

### Pentapodia anapestica
Tale forma metrica ( ∪ ∪ — ∪ ∪ — ∪ ∪ — ∪ ∪ — ∪ ∪ —) è anch'essa estremamente rara. Gli esempi più noti di questo metro si trovano in Aristofane.
Es. Σὲ μὲν οὖν καταλεύσομεν, ὧ μιαρὰ  κεφαλή (Aristofane, Acarnesi, 285)

### Trimetro anapestico
La maggior parte dei versi dall'aspetto di trimetri anapestici ( ∪ ∪ — ∪ ∪ —| ∪ ∪ — ∪ ∪ —| ∪ ∪ — ∪ ∪ —) sono scissi dai metricisti moderni in un dimetro + monometro. I casi in cui ci si trova di fronte sicuramente a un trimetro anapestico sono rari.
La forma catalettica del trimetro ( ∪ ∪ — ∪ ∪ —| ∪ ∪ — ∪ ∪ —| ∪ ∪ — —) è stata impiegata katà stichon dal poeta alessandrino Simia di Rodi.

### Tetrametro anapestico catalettico
Un dimetro anapestico acataletto e un dimetro catalettico formano un tetrametro catalettico:
∪ ∪ — ∪ ∪ —| ∪ ∪ — ∪ ∪ —|| ∪ ∪ — ∪ ∪ —| ∪ ∪ — | X
Questo verso si incontra per la prima volta nella commedia dorica di Sicilia: Epicarmo aveva scritto due opere intere in questo verso. In seguito, fu adoperato spesso dai poeti della commedia attica: per tale motivo, è spesso chiamato metrum aristophanium.
Nel caso invece che il tetrametro si presentasse con l'ultimo piede intero spondaico, era chiamato invece metrum laconicum, perché era impiegato negli ἐμβατήρια.
Es. Ἄγετ' ὦ Σπάρτας ἔνοπλοι κοῦροι, ποτὶ τὰν Ἄρεος κίνασιν (Tirteo, fr. 16 B)
In genere, il tetrametro ammette le stesse sostituzioni dei due metri di cui è composto: solo il proceleusmatico è escluso. I versi di soli anapesti sono evitati, mentre i versi con un unico anapesto si incontrano abbastanza di frequente. In Aristofane, il settimo piede è sempre anapestico;
la sostituzione dattilica non è molto frequente.
La dieresi mediana è di regola nel tetrametro anapestico; nel caso essa manchi, è rimpiazzata da una cesura dopo la prima sillaba del quinto piede; rarissima invece la cesura dopo la prima sillaba del quarto piede.